# Edwin Fischer (Tennisspieler)
Edwin Philip Fischer (* 3. Oktober 1873 in New York City; † November 1947 ebenda) war ein US-amerikanischer Tennisspieler im späten 19. Jahrhundert.

## Leben
Fischer gewann das Mixed-Doppel der US-Championships vier Mal: 1894, 1895 und 1896 siegte er an der Seite von Juliette Atkinson, 1898 an jener von Carrie Neely. Die Mixed-Bewerbe wurden im Philadelphia Cricket Club ausgetragen.
Das beste Ergebnis seiner Einzelspielerlaufbahn erreichte Fischer 1896, als er bis ins Halbfinale vordrang und dort Bill Larned unterlag. Ein Jahr später verlor er im Viertelfinale wiederum gegen Larned. 1896 gewann er das Tuxedo-Turnier in New York gegen Malcolm Chace. Der US-Amerikaner erreichte zudem dreimal das Finale der Canadian Championships in den Jahren 1896, 1897 and 1906.
Sein höchstes nationales Einzelranking war Rang fünf im Jahr 1896, während der folgenden fünf Jahre hielt er sich in den Top Ten seines Landes.
1920 sagte Fischer den Bombenanschlag an der Wall Street mit 38 Toten in New York sehr genau voraus, woraufhin er von den Ermittlern befragt wurde. Er soll Freunde vorab gewarnt haben das Gebiet um den Tag des Anschlags herum zu meiden. Als Grund gab er „eine Nachricht durch die Luft von Gott“ an. Später wurde er als psychisch krank diagnostiziert und kam daher nicht mehr als Täter in Frage.